# Honda CB 92
Die Honda CB 92 Benly Super Sport ist ein Motorrad des japanischen Fahrzeugherstellers Honda, das von 1959 bis 1964 produziert wurde.
Sie war die erste produzierte Maschine aus der CB-Baureihe mit Typnummer 92 und dem Produktcode 205. Das Kürzel CB kommt aus dem japanischen "C"LU"B"MAN RACE, das ab 1958 in Suzuka, dem Honda eigenen Rennkurs stattfand. (C steht nun für den Typ, B für die sportliche Variante). Die größere CB 72 mit 250 cm³ erschien kurz danach.

## Entwicklungsgeschichte
Die Basis war die CB 90, die als Prototyp 1958 gebaut wurde (nicht zu verwechseln mit der CB 90 mit 90 cm³ von 1970) und aus der Grundversion C 90 von 1958 und der C 92 von 1959 entstand. Die CA 92 war eine Tourenversion, bei der Sportversion CS 92 war die Auspuffanlage seitlich höher gelegt.
In Japan kam die CB 92 1959 auf den Markt, in Deutschland wurde sie ab Februar 1960 vom Motorrad-Händler Karl-Heinz Meller, Hamburg, importiert. Die European Honda Motor Trading GmbH (Honda Deutschland) in Hamburg wurde im Mai 1961 gegründet und verkaufte dieses Modell mit wenigen sichtbaren Änderungen bis 1964. Gebaut wurde sie ab dem Frühjahr 1959 im Honda-Werk von Hamamatsu. Diese sportliche Maschine war Hondas erster Beitrag zur deutschen Motorradszene der 1960er Jahre und demonstrierte mit hochwertiger Verarbeitung und unkonventionellen konstruktiven Lösungen eindrucksvoll den technischen Höchststand der noch wenige Jahre zuvor kaum beachteten japanischen Fahrzeugindustrie. Der Erfolg kam nicht von ungefähr – seinerzeit umfasste das Forschungs- und Entwicklungszentrum von Honda bereits mehr als 700 Beschäftigte.
Es wurden von 1959 bis 1964 insgesamt 18.814 Fahrzeuge und zusätzlich 158 Motoren der CB 92 Benly-Super-Sport-Baureihe produziert. Die Maschine wurde nach Argentinien, Australien, Bermudas, Chile, Deutschland, Dänemark, England, Finnland, Frankreich, Indien, Irland, Kanada, Malaysia, Neuseeland, Niederlande, Norwegen, Spanien, Schweden, Schweiz, Südafrika und USA exportiert. Dieses Motorrad ist inzwischen zu einem Klassiker geworden und zeigte schon früh die technische Genialität von Honda-Ingenieuren, die Sōichirō Honda mitgeprägt hatte.

## Technik

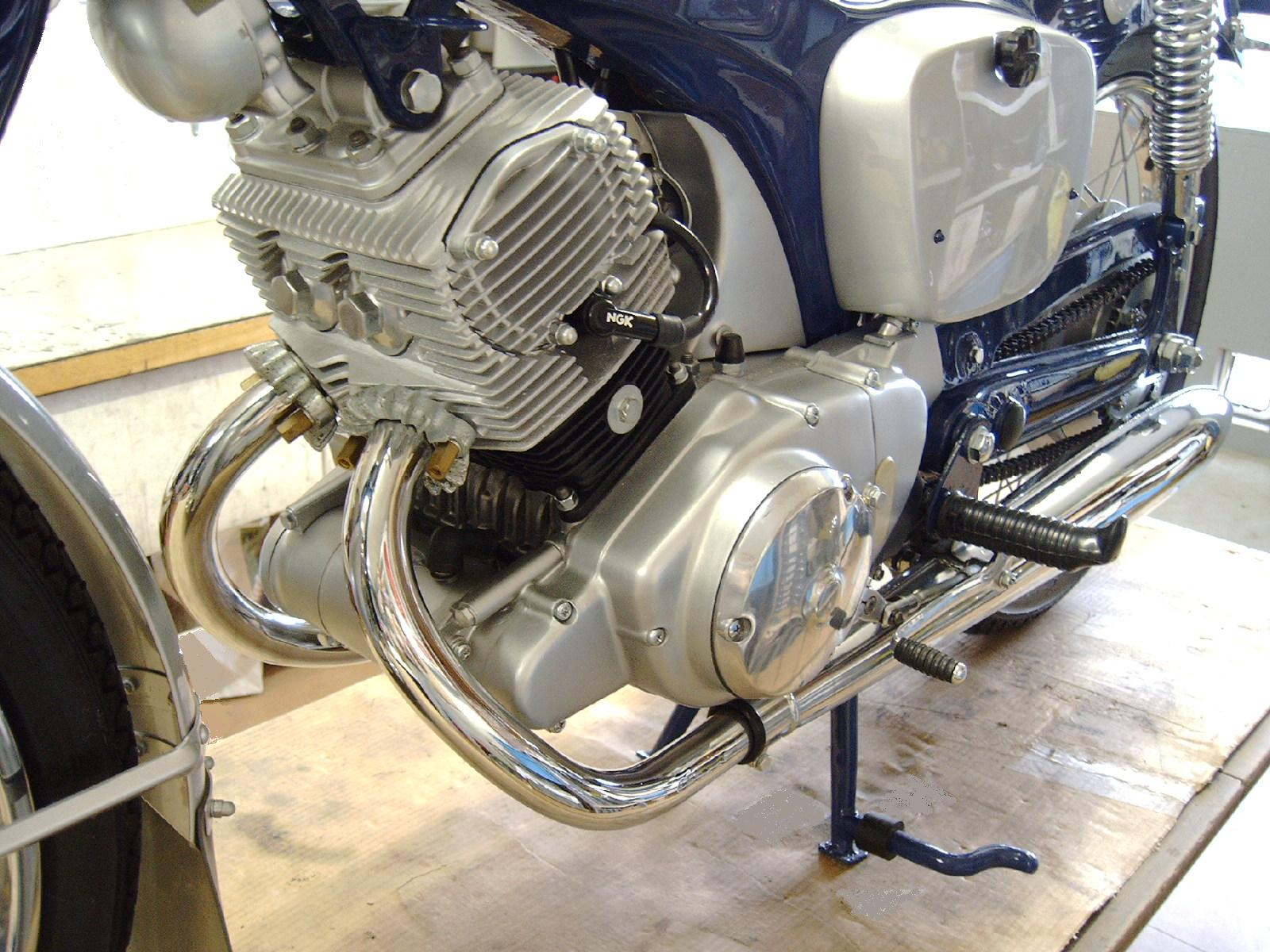
Honda CB 92 Motor

Aus 124 cm³ lieferte der Motor 15 PS (11 kW) bei 10.500 min−1, was eine spezifische Leistung von 120 PS/Liter und eine mittlere Kolbengeschwindigkeit von 14,35 m/s ergibt. Mit dem Verdichtungsverhältnis von 10:1 und dem maximalen Drehmoment von 10,4 Nm bei 9.000 min−1 waren das Daten, die Rennmaschinen jener Zeit bereits nahekamen. Der Motor hatte als 360-Grad-Parallel-Twin (Viertaktmotor) zwei um 30 Grad nach vorn geneigte Zylinder mit einer obenliegenden Nockenwelle (OHC). Die Steuerkette lief links in einem Schacht und hatte einen halb-automatischen Kettenspanner. Ein Vierganggetriebe mit dem Schaltschema 1/0/2/3/4 wurde links über einen Fußschalthebel und Umlenkung geschaltet. Die Mehrscheiben-Kupplung lief im Ölbad. Die 1959-Modelle hatten einen Rundschieber-Vergaser Keihin VM 18 -PW 18 H P18 oder PW 18 HA3 mit 18 mm Rundschieber und 20 mm Durchlass sowie einen Chokehebel. Ab 1960 bekam die Maschine einen Vergasertyp PW 20 HOV mit 18 mm Rundschieber und 18 mm Durchlass.
Die Höchstgeschwindigkeit wurde mit 130 km/h angegeben. Der elektrische Anlasser wurde aus einer 6-Volt-Batterie mit 12 Ah gespeist, aber der Motor konnte auch mit einem Kickstarter zum Laufen gebracht werden. Die vordere Trommelbremse hatte einen Durchmesser von 203 mm mit einer Belagbreite von 30 mm und war als Doppelnockenbremse (Duplexbremse) ausgeführt, die hintere Trommelbremse mit dem Durchmesser von 178 mm als Einfachnockenbremse. Diese Naben waren aus Magnesium und zum Schutz silbern lackiert. Eine Ölmenge von 1,2 Liter für Motor und Getriebe war im Umlauf. Der Rahmen bestand aus geschweißten Stahlblech-Pressteilen, ähnlich dem der älteren Honda Super Cub C100 und SS 50, mit einem Lenkkopflagerwinkel von 30 Grad. Die Vorderradgabel war ebenso aus Stahlblechteilen und mit geschobener Kurzschwinge mit zwei innenliegenden Feder-Dämpfer-Einheiten ausgebildet. Auch die Hinterradschwinge war aus Blech mit zwei außenliegenden Federbeinen mit hydraulischen Stoßdämpfern.

## Fahreigenschaften
Aufgrund des niedrigen Schwerpunkts ließ sich die Maschine sportlich fahren. Die Kraftreserven der Maschine wurden ab 6000/min frei. Die im Prospekt angegebene Höchstgeschwindigkeit von 130 km/h erreichten nur kleine und leichte Fahrer, im Test der Zeitschrift MOTORRAD fuhr Ernst "Klacks" Leverkus auf dem Nürburgring etwa 118 km/h. Die KFT stoppte lediglich 99 km/h mit einem 1,80 m großen, 80 kg schweren Fahrer. Als Ursache wurde der fehlende fünfte Gang gesehen, der angesichts der geringen Elastizität erforderlich sei, um die Leistung des Motors voll ausnutzen zu können. Zudem wurde bezweifelt, dass die Maschine tatsächlich 15 PS leistet, zumal die Leistungsangabe in späteren Werbe-Veröffentlichen von Honda auf 13 SAE-PS korrigiert worden sei.

## Varianten
Dieses sportliche Motorrad war bis 1962 nur als Einsitzer ausgelegt und zugelassen, danach konnte sie durch eine längere Sitzbank mit Halteriemen und zwei an der Hinterradschwinge angebaute Fußrasten für den Sozius als Zweisitzer genutzt werden. Die Getriebeübersetzung war (2,5–1,76–1,24–1): Getriebeausgang 15 Zähne, Hinterrad mit 44 Zähne auf dem Kettenkranz. Standgeräusch und Fahrgeräusch 80 dB(A). Das Tankvolumen war 10,5 Liter inkl. 0,9 Reserve und der Verbrauch (Super mit 95 ROZ) war mit 2,5 Liter/100 km angegeben. Das Leergewicht war 110 kg und die Zuladung 85 kg.

Es gab die Maschine mit rotem Rahmen (Scarlet Red) und einer schwarzen Sitzbank oder mit blauem Rahmen (Royal Blue) und roter Sitzbank, sowie in Deutschland mit schwarzem Rahmen (Black) und schwarzer Sitzbank. Der Tank war zu Anfang (1959) aus Aluminium, wie auch das Vorderradschutzblech bis 1961, die späteren aus Stahlblech und wie die Seitendeckel und Tank in Metallic-Silber lackiert. Als Besonderheit war am Lampengehäuse eine kleine Windschutzscheibe aus transparentem Kunststoff angebaut. Am Hinterradschutzblech war ein kleiner Spritzlappen in horizontaler Richtung installiert, der jeweils farblich auf die Rahmenfarbe abgestimmt war. Die späteren Modelle ab 1962 hatten eine längere Sitzbank mit Riemen und eckige Blinkleuchten. Im Motorsport wurde die Maschine auch von Privatfahrern eingesetzt. Ein Erfolg unter anderen war "Silber" an der Sechstagefahrt in Bad Aussee, gefahren von dem Holländer van Ommeren aus Amby. 

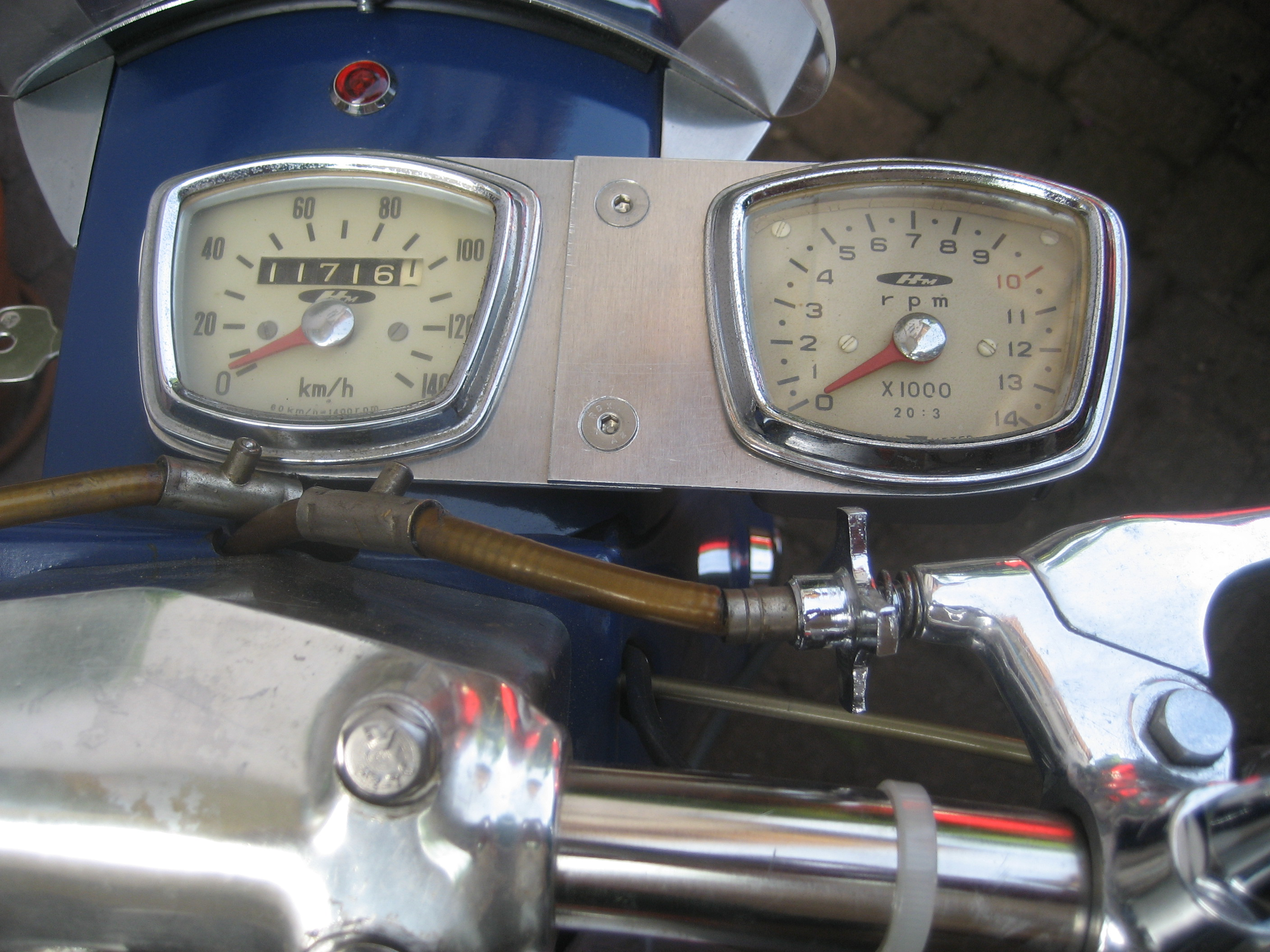
Honda CB 92 – Tachometer und Drehzahlmesser

Eine „Meller Spezial“, die 1961 angeboten wurde, entwickelte 18 PS (13 kW) und wog fahrbereit nur 90 kg. Es wurden von dieser Version 20 Exemplare gefertigt. Anders als die Serienversion hatte sie zwei Dell’Orto-Vergaser mit je 20 mm Durchmesser. Sie hatte 14er Kerzen, eine Verdichtung von 10,5:1 und 144 PS/Liter. Damit erreichte sie eine Höchstgeschwindigkeit von knapp 150 km/h.

## Zubehör

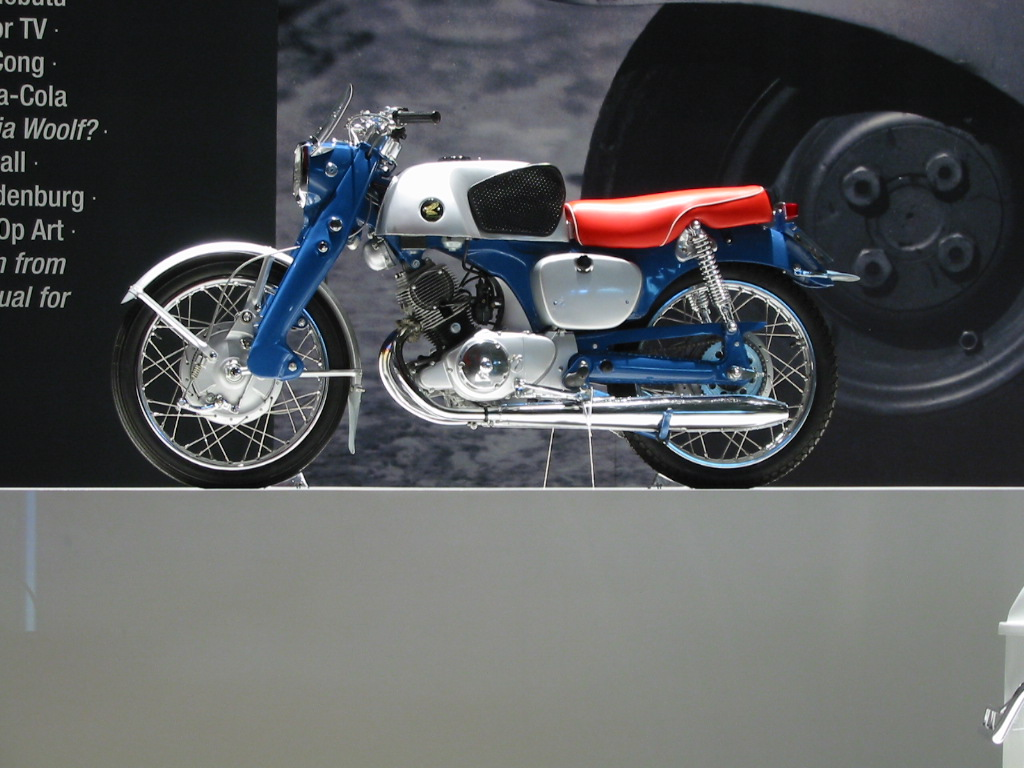
"The Art of the Motorcycle Las Vegas" mit Honda CB 92

Als Zubehör gab es auch Rennteile (Racing Kit), wie z. B. einen Drehzahlmesser bis 14.000 min−1, Rennauspuff, Rennlenker und Rennsitzbank, sowie verschiedene Kettenräder zur Übersetzungsänderung. Eine CB 92R mit 16 PS (12 kW) war in manchen Ländern erhältlich. Diese Maschine hatte einen roten Rahmen (Scarlet Red) und eine schwarze Sitzbank. Sie besaß eine Ein-Mann-Rennsitzbank, zwei konische Renntüten (Megaphones) und statt des Tachometers war ein Drehzahlmesser im Lampengehäuse eingebaut. Zur Verringerung des Gewichtes konnte der Anlasser, die Lichtmaschine und der Rotor ausgebaut werden. Nach Ausbau der Lichtmaschine wurde die Standardzündspule durch eine Spule mit höherer Leistung ersetzt. Das Übersetzungsverhältnis des Kettentriebs konnte auf der Rennstrecke angepasst werden. Ein Antriebskettenrad mit 14 Zähnen statt des Originals mit 15 Zähnen sorgte für eine kürzere Übersetzung. Das Kettenrad am Hinterrad konnte, je nach Bedingungen, mit 38/42/43 oder 48 Zähnen gewechselt werden. Die Federbeine waren durch Exemplare mit wirkungsvolleren Dämpfern ausgetauscht. Ein gebogener Rennlenker war angebaut und an der Vorderradbremse war eine Blechblende mit Lufteintrittsöffnungen angeschraubt. Das Vorderradschutzblech und der Tank waren aus Aluminium, die Seitendeckel und der Tank in Silber lackiert.

## CB 95
Das Schwestermodell CB 95  mit 154 cm³, Produktcode 207, unterscheidet sich durch die von 44 mm auf 49 mm vergrößerte Bohrung, entsprechend angepasstem Zylinder- und Zylinderkopf und 20 mm Vergasern Typ PW 20 HOV. Sie hatte 16,5 PS bei 10.000 min−1 und ein höheres Drehmoment von 12,16 Nm bei 9,000 min−1. Laut Prospekt von 1960, hatte sie eine Höchstgeschwindigkeit von 135 km/h. Die sonst baugleiche Maschine wurde nur 1959+1960 in Japan angeboten. Sie diente auch als Trainingsmaschine dem Honda-Team, das 1959 zum ersten Mal am populären Rennen der Tourist Trophy auf der Isle of Man teilnahm. Es wurden von 1959 bis 1960 nur 349 Fahrzeuge und zusätzlich 16 Motoren der CB 95 Benly Super-Sport produziert.

## Ausstellung
Im Guggenheim Las Vegas Museum, zur "The Art of the Motorcycle" vom September 2001 bis Februar 2003, wurden 82 bedeutende Motorräder präsentiert, unter diesen auch die CB 92.

## Modellübersicht
| Typ          | Art                             | Produktcode | Zylinder | Vergaser | Hubraum   | PS   | bei min−1 | Bauzeit   |
| ------------ | ------------------------------- | ----------- | -------- | -------- | --------- | ---- | --------- | --------- |
| C 90         | Standard, Einzelsitz            | 200         | 2        | 1        | 124,8 cm³ | 11,5 | 8.200     | 1958–1959 |
| C 92         | Standard, Sitzbank              | 202+210+212 | 2        | 1        | 124,8 cm³ | 11,5 | 9.500     | 1959–1965 |
| CA 92        | Amerika, Sitzbank               | 203         | 2        | 1        | 124,8 cm³ | 11,5 | 9.500     | 1959–1963 |
| CS 92        | hochgezogener Auspuff, Sitzbank | 204         | 2        | 1        | 124,8 cm³ | 11,5 | 9.500     | 1959–1963 |
| CB 92        | Sport, Einzel-/Zweiersitzbank   | 205+218     | 2        | 1        | 124,8 cm³ | 15   | 10.500    | 1959–1964 |
| CB 92 R      | Privatracer, Einzelsitzbank     | 205         | 2        | 1        | 124,8 cm³ | 16   | 10.500    | 1961–1962 |
| CR 93 street | Racer, Rennsitzbank             | 222         | 2        | 2        | 124,8 cm³ | 16,5 | 11.500    | 1962      |
| CB 93        | Sport, Sitzbank                 | 216         | 2        | 2        | 124,8 cm³ | 15   | 10.500    | 1964–1966 |
| CB 95        | Sport, Sitzbank                 | 207         | 2        | 1        | 154 cm³   | 16,5 | 10.000    | 1959–1960 |

## Technische Daten der Benly-Typen
| Honda                  | Benly J                                 | Benly JA                                | Benly JB                                | Benly JC 56                                     | Benly JC 57+JC 58                               | C 92 Benly                                      | CS 92 Benly                                     | CA 92 Benly                                     | CB 92 Benly Super Sport                         | C 95 Benly                                      | CS 95 Benly                                     | CA 95 Benly                                     | CB 95 Benly                                     |
| ---------------------- | --------------------------------------- | --------------------------------------- | --------------------------------------- | ----------------------------------------------- | ----------------------------------------------- | ----------------------------------------------- | ----------------------------------------------- | ----------------------------------------------- | ----------------------------------------------- | ----------------------------------------------- | ----------------------------------------------- | ----------------------------------------------- | ----------------------------------------------- |
| Periode                | 1953                                    | 1955                                    | 1956                                    | 1956                                            | 1957+1958                                       | 1959-1964                                       | 1959-1964                                       | 1959-1964                                       | 1959-1964                                       | 1959-1964                                       | 1959-1964                                       | 1959-1964                                       | 1959-1964                                       |
| Kategorie              | Tourer                                  | Tourer                                  | Tourer                                  | Tourer                                          | Tourer                                          | Tourer                                          | Tourer                                          | Tourer                                          | Sport                                           | Tourer                                          | Tourer                                          | Tourer                                          | Sport                                           |
| Motortyp               | Viertakt                                | Viertakt                                | Viertakt                                | Viertakt                                        | Viertakt                                        | Viertakt                                        | Viertakt                                        | Viertakt                                        | Viertakt                                        | Viertakt                                        | Viertakt                                        | Viertakt                                        | Viertakt                                        |
| Bauart                 | Luftgekühlter stehender Einzylinder OHV | Luftgekühlter stehender Einzylinder OHV | Luftgekühlter stehender Einzylinder OHV | Luftgekühlter stehender Einzylinder OHV         | Luftgekühlter stehender Einzylinder OHV         | Luftgekuehlter Zweizylinder OHC                 | Luftgekuehlter Zweizylinder OHC                 | Luftgekuehlter Zweizylinder OHC                 | Luftgekuehlter Zweizylinder OHC                 | Luftgekuehlter Zweizylinder OHC                 | Luftgekuehlter Zweizylinder OHC                 | Luftgekuehlter Zweizylinder OHC                 | Luftgekuehlter Zweizylinder OHC                 |
| Bohrung (mm)           | 60                                      | 47                                      | 47                                      | 47                                              | 44                                              | 44                                              | 44                                              | 44                                              | 49                                              | 49                                              | 49                                              | 49                                              |                                                 |
| Hub (mm)               | 49                                      | 49                                      | 49                                      | 49                                              | 49                                              | 41                                              | 41                                              | 41                                              | 41                                              | 41                                              | 41                                              | 41                                              | 41                                              |
| Hubraum (cm3)          | 89                                      | 138                                     | 124                                     | 124                                             | 124                                             | 124,7                                           | 124,7                                           | 124,7                                           | 124,7                                           | 154                                             | 154                                             | 154                                             | 154                                             |
| Vergaser               | 1 × Keihin                              | 1 × Keihin                              | 1 × Keihin                              | 1 × Keihin                                      | 1 × Keihin                                      | 1 × Keihin 18 mm                                | 1 × Keihin 18 mm                                | 1 × Keihin 18 mm                                | 1 × Keihin 18 mm                                | 1 × Keihin 20 mm                                | 1 × Keihin 20 mm                                | 1 × Keihin 20 mm                                | 1 × Keihin 20 mm                                |
| Schmiersystem          | Naßsumpf mit Schleuderfilter            | Naßsumpf mit Schleuderfilter            | Naßsumpf mit Schleuderfilter            | Naßsumpf mit Schleuderfilter                    | Naßsumpf mit Schleuderfilter                    | Naßsumpf mit Schleuderfilter                    | Naßsumpf mit Schleuderfilter                    | Naßsumpf mit Schleuderfilter                    | Naßsumpf mit Schleuderfilter                    | Naßsumpf mit Schleuderfilter                    | Naßsumpf mit Schleuderfilter                    | Naßsumpf mit Schleuderfilter                    | Naßsumpf mit Schleuderfilter                    |
| Verdichtungsverhältnis | 6,5:1                                   | 6:1                                     | 6,5:1                                   | 6,8:1                                           | 7:1                                             | 8,3:1                                           | 8,3:1                                           | 8,3:1                                           | 10:1                                            | 8,3:1                                           | 8,3:1                                           | 8,3:1                                           | 10:1                                            |
| Leistung (PS)          | 3,8 bei 6.000 min−1                     | 4,5 5.500 min−1                         | 5,5 5.800 min−1                         | 7 bei 6.500 min−1                               | 8 bei 7.000 min−1                               | 11,5 bei 9.500 min−1                            | 11,5 bei 9.500 min−1                            | 11,5 bei 9.500 min−1                            | 15 bei 10.500 min−1                             | 13,5 bei 9.500 min−1                            | 13,5 bei 9.500 min−1                            | 13,5 bei 9.500 min−1                            | 16,5 10.000 min−1                               |
| Primärantrieb          | Kette                                   | Kette                                   | Kette                                   | Kette                                           | Kette                                           | Kette                                           | Kette                                           | Kette                                           | Kette                                           | Kette                                           | Kette                                           | Kette                                           | Kette                                           |
| Kupplung               | Mehrfach-Nassscheiben-Kupplung          | Mehrfach-Nassscheiben-Kupplung          | Mehrfach-Nassscheiben-Kupplung          | Mehrfach-Nassscheiben-Kupplung                  | Mehrfach-Nassscheiben-Kupplung                  | Mehrfach-Nassscheiben-Kupplung                  | Mehrfach-Nassscheiben-Kupplung                  | Mehrfach-Nassscheiben-Kupplung                  | Mehrfach-Nassscheiben-Kupplung                  | Mehrfach-Nassscheiben-Kupplung                  | Mehrfach-Nassscheiben-Kupplung                  | Mehrfach-Nassscheiben-Kupplung                  | Mehrfach-Nassscheiben-Kupplung                  |
| Gänge                  | 3                                       | 3                                       | 3                                       | 3                                               | 3                                               | 4                                               | 4                                               | 4                                               | 4                                               | 4                                               | 4                                               | 4                                               | 4                                               |
| Sekundärantrieb        | Kette                                   | Kette                                   | Kette                                   | Kette                                           | Kette                                           | Kette                                           | Kette                                           | Kette                                           | Kette                                           | Kette                                           | Kette                                           | Kette                                           | Kette                                           |
| Fahrzeugrahmen         | Blechprofilrahmen                       | Blechprofilrahmen                       | Blechprofilrahmen                       | Blechprofilrahmen                               | Blechprofilrahmen                               | Blechprofilrahmen                               | Blechprofilrahmen                               | Blechprofilrahmen                               | Blechprofilrahmen                               | Blechprofilrahmen                               | Blechprofilrahmen                               | Blechprofilrahmen                               | Blechprofilrahmen                               |
| Vorderradgabel         | Teleskopstoßdämpfer                     | Teleskopstoßdämpfer                     | Teleskopstoßdämpfer                     | Geschobene Langschwinge mit Teleskopstoßdämpfer | Geschobene Langschwinge mit Teleskopstoßdämpfer | Geschobene Kurzschwinge mit Teleskopstoßdämpfer | Geschobene Kurzschwinge mit Teleskopstoßdämpfer | Geschobene Kurzschwinge mit Teleskopstoßdämpfer | Geschobene Kurzschwinge mit Teleskopstoßdämpfer | Geschobene Kurzschwinge mit Teleskopstoßdämpfer | Geschobene Kurzschwinge mit Teleskopstoßdämpfer | Geschobene Kurzschwinge mit Teleskopstoßdämpfer | Geschobene Kurzschwinge mit Teleskopstoßdämpfer |
| Hinterradschwinge      | Wippe                                   | Schwinge mit Teleskopstoßdämpfer        | Schwinge mit Teleskopstoßdämpfer        | Schwinge mit Teleskopstoßdämpfer                | Schwinge mit Teleskopstoßdämpfer                | Schwinge mit Teleskopstoßdämpfer                | Schwinge mit Teleskopstoßdämpfer                | Schwinge mit Teleskopstoßdämpfer                | Schwinge mit Teleskopstoßdämpfer                | Schwinge mit Teleskopstoßdämpfer                | Schwinge mit Teleskopstoßdämpfer                | Schwinge mit Teleskopstoßdämpfer                | Schwinge mit Teleskopstoßdämpfer                |
| Bremse                 | Trommelbremse vorne und hinten          | Trommelbremse vorne und hinten          | Trommelbremse vorne und hinten          | Trommelbremse vorne und hinten                  | Trommelbremse vorne und hinten                  | Trommelbremse vorne und hinten                  | Trommelbremse vorne und hinten                  | Trommelbremse vorne und hinten                  | Trommelbremse vorne und hinten                  | Trommelbremse vorne und hinten                  | Trommelbremse vorne und hinten                  | Trommelbremse vorne und hinten                  | Trommelbremse vorne und hinten                  |
| Tank (Liter)           | 7                                       | 7,2                                     | 9,5                                     | 9,5                                             | 10                                              | 9                                               | 9                                               | 9                                               | 10,5                                            | 9                                               | 9                                               | 9                                               | 10,5                                            |
| Trockengewicht (kg)    | 80                                      | unbekannt                               | unbekannt                               | unbekannt                                       | unbekannt                                       | 120                                             | 120                                             | 120                                             | 110                                             | 122                                             | 122                                             | 122                                             | 115                                             |

## Honda-Motorrad-Renngeschichte der 125 cm³ Klasse

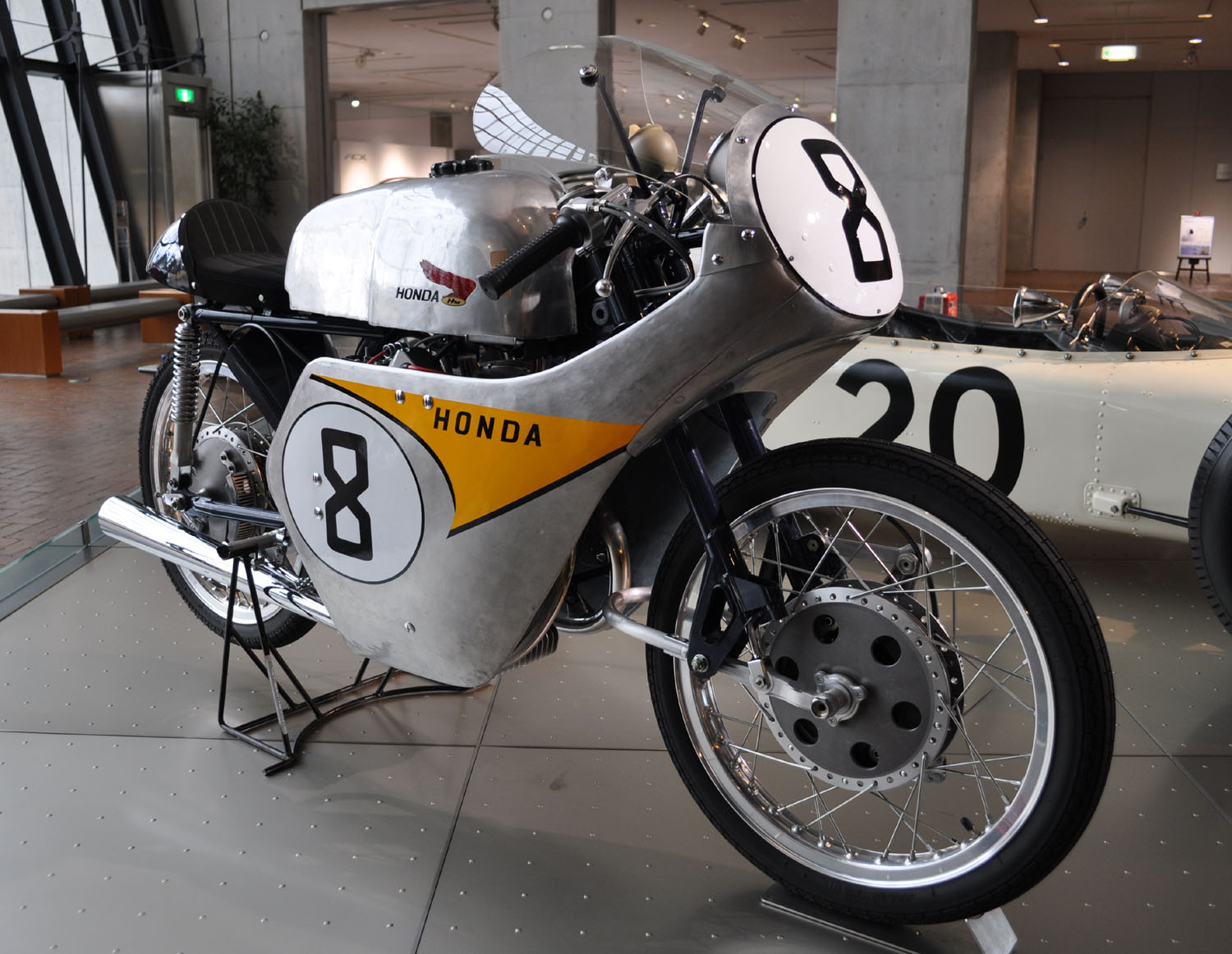
Honda RC142

1959 nahm Honda zum ersten Mal am populären Rennen der Tourist Trophy auf der Isle of Man Clypse Rennstrecke (17,63 km) in der 125er Klasse teil. Die Rennmaschine RC141 war mit einem ein 2-Zylinder-DOHC-Paralleltwin bestückt und hatte eine Königswelle zum Zylinderkopf mit zwei Ventilen pro Zylinder. Der Motor hatte eine Verdichtung von 10,5:1, entwickelte 18 PS bei 13.000 min−1 und hatte ein 6-Gang Getriebe. Da im Training erkannt wurde, dass man damit nicht konkurrenzfähig war, wurden neue Zylinderköpfe mit 4 Ventilen pro Zylinder aus Japan eingeflogen.
Der Motor hatte nun 18,5 PS bei 14.000 min−1. Diese Rennmaschine hieß nun RC142 und wog 87 kg. Sie war die erste Maschine, die Honda in Europa Rennen fahren ließ. Der Kopf der Honda-Rennfahrergruppe war der 30 Jahre alte Amerikaner Bill (William Hunt), dem General Manager von American Honda und Gewinner des Asama-Rennens in Japan 1958. Die weiteren Fahrer waren Naomi Taniguchi, Giichi Suzuki, Junzo Suzuki, Teisuke Tanaka, letzterer mit einer RC141 2-Ventiler. Tanaka ersetzte Kunihiko Akiyama, der kurz vor der Abreise des Teams aus Japan tödlich verunglückt war. Um die Rennstrecke zu erkunden, wurde die neue CB 92 eingesetzt. Im Rennen fuhr Naomi Taniguchi durch den sechsten Platz den ersten Punkt in der Weltmeisterschaft für Honda ein. Seine Durchschnittsgeschwindigkeit war 109,9 km/h. Durch einen weiteren siebten Platz durch Giichi Suzuki mit 107,4 km/h, den achten durch Teisuke Tanaka mit 105,7 km/h und den elften Platz durch Junzo Suzuki mit 102,7 km/h, gewann die Honda-Mannschaft den Teampreis und den ersten Pokal. Das Honda-Team wurde von Kiyoshi Kawashima, dem späteren Präsidenten des Unternehmens geleitet.
1960 nahm das Honda-Team wieder an der Isle of Man TT teil. Sie hatten die RC143 dabei, die 93 kg wog. Der 2-Zylinder-DOHC-Paralleltwin war überarbeitet worden und gab 22 PS bei 14.000 min−1 ab. Der Australier Tom Phillis, Naomi Taniguchi, Giichi Suzuki, Teisuke Tanaka, Moto Kitano und Shimakazi waren die Rennfahrer. Phillis qualifizierte sich als zweitschnellster im Training, aber durch Zündkerzenprobleme erreichte er im Rennen nur den zehnten Platz.
1961 fuhr Tom Phillis mit der Startnummer 60 in Barcelona den ersten Sieg im ersten Rennen der Saison für Honda ein. Er gewann auch die erste Straßenweltmeisterschaft für Honda in der 125er Klasse auf der RC143 und RC144, mit 21 PS bei 14.000 min−1. Die spätere 2RC143 mit der Startnummer 26 hatte 23 PS bei 14.000 min−1. In diesem Jahr gewann Honda acht von elf Rennen und die Konstrukteurs- und Fahrerweltmeisterschaft. Das Rennen der Isle-of-Man-TT-Ultra-Leichtgewichts-Klasse gewann Mike Hailwood (Mike the Bike) auf einer RC143 vom Vorjahr, die er von Luigi Taveri bekommen hatte. Taveri kam auf den zweiten Platz, gefolgt von Tom Phillis und Jim Redman, alle auf der RC144.

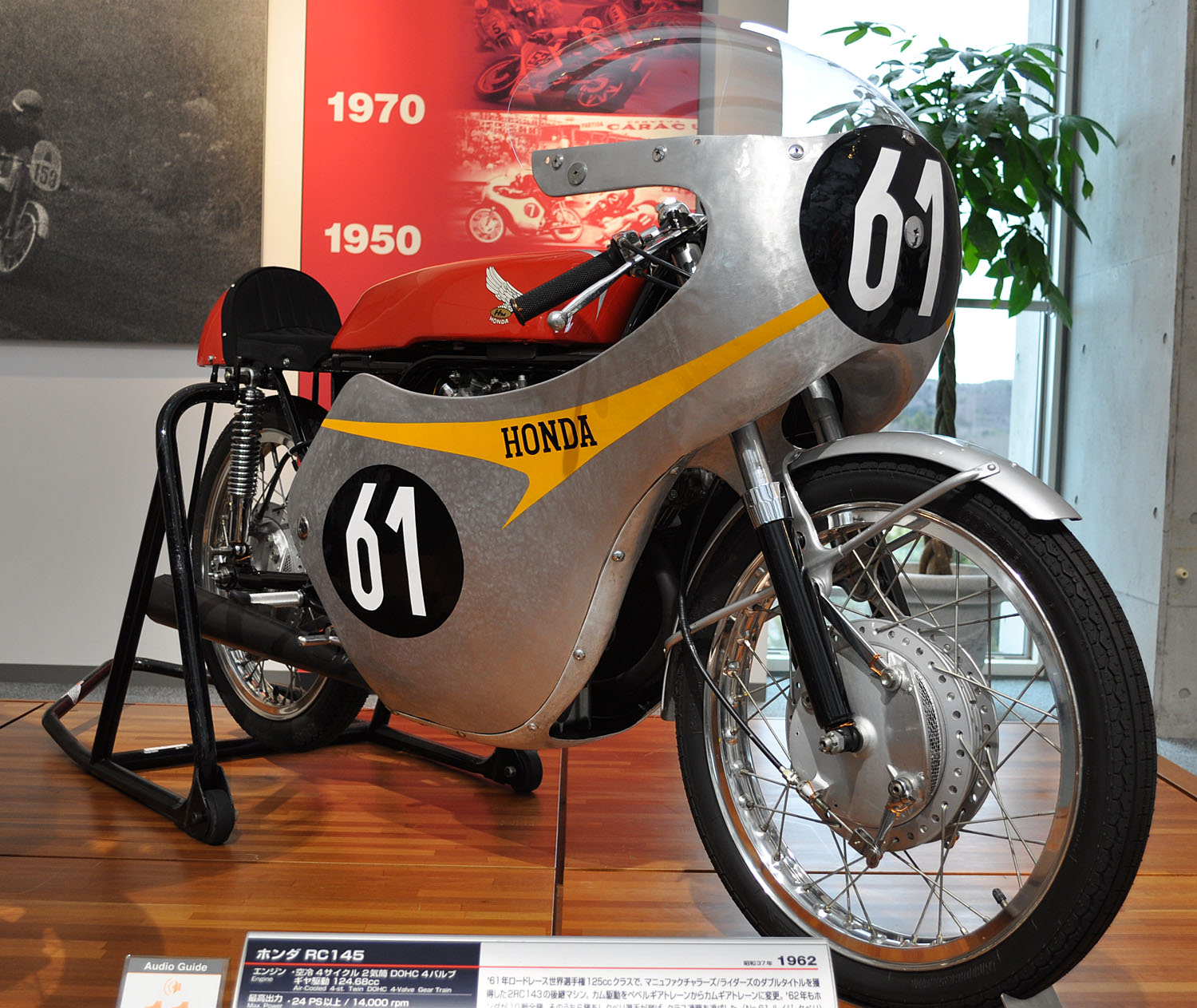
Honda RC145

1962 gewann Luigi Taveri mit der RC145 die Weltmeisterschaft in der 125er Klasse, die er mit sechs Siegen für sich entschied. Es war geplant, dass der japanische Fahrer Takahashi diese Klasse gewinnen sollte. Er gewann auch die ersten beiden GPs, hatte aber auf der Isle of Man einen schrecklichen Unfall, der dieses Vorhaben beendete. Taveri mit der Nr. 6 fuhr auf den ersten Platz und die ersten 5 Plätze belegten in der 125er Isle-of-Man-TT-Ultra-Leichtgewichts-Klasse Honda-Fahrer. Die RC145 hatte 24 PS bei 14.000 min−1, die jedes von zehn Rennen in dieser Saison gewann.
1964 gewann wieder Luigi Taveri mit der RC146 die Weltmeisterschaft in der 125er Klasse. Die RC146 war die erste Honda 125er Vierzylinder und hatte 27 PS bei 17.000 min−1, die Ende 1963 auf der Rennpiste erschienen war. Sie hatte 7 Gänge und wog nur 87 kg. Die spätere 4RC146 hatte 28 PS bei 18.000 min−1. Mit dieser Maschine mit der Startnummer 4 belegte er 1965 in 125er Isle-of-Man-TT-Ultra-Leichtgewichts-Klasse den zweiten Platz. Es war das beste Ergebnis in dieser Saison gegen die nun stark aufkommenden Zweitakter.

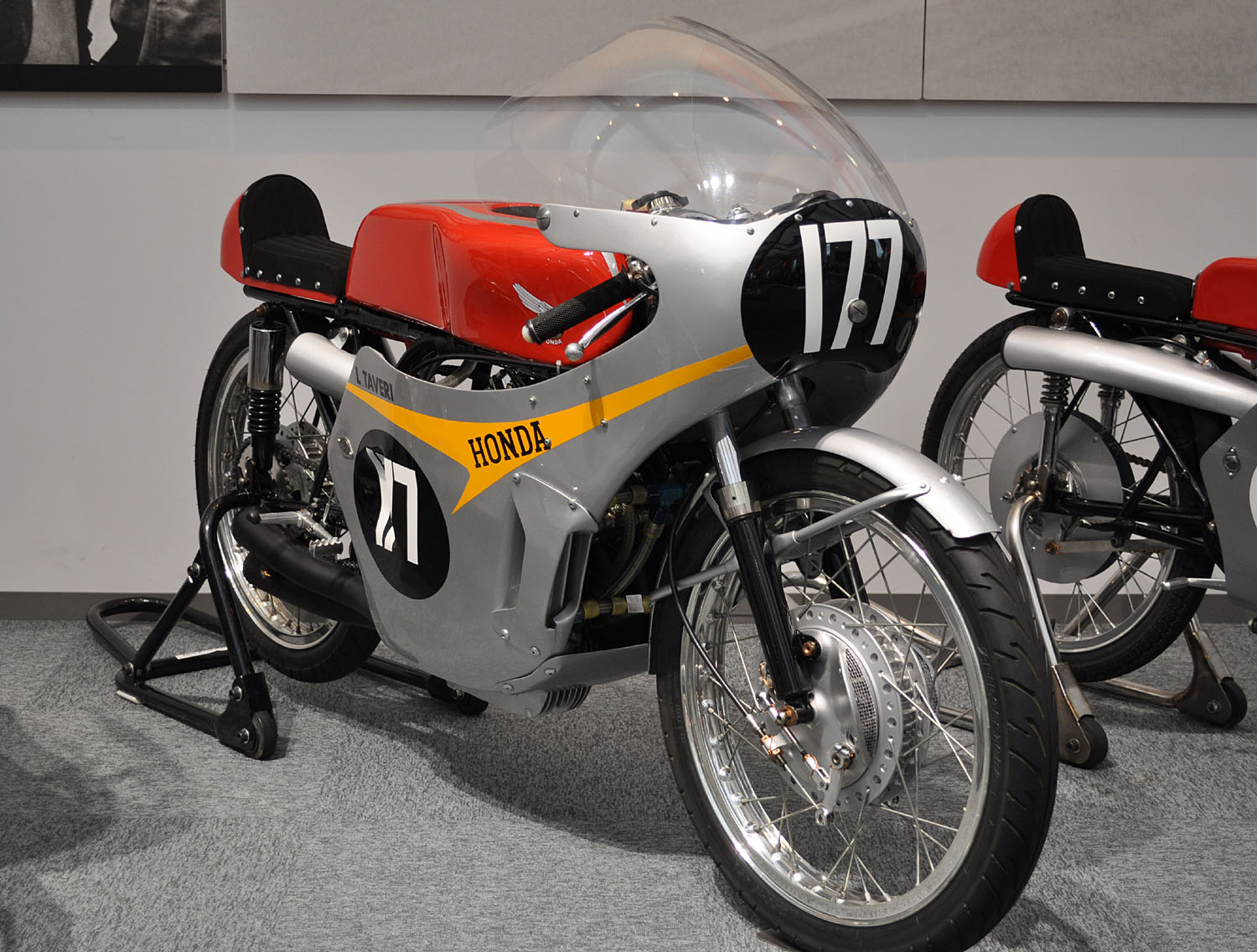
Honda RC149

1966 gewann wieder Luigi Taveri mit der RC149 die Weltmeisterschaft in der 125er Klasse. Die RC149 war die erste Honda 125er Fünfzylindermaschine und hatte über 34 PS bei 20.500 min−1, die schon im Oktober 1965 auf der Rennpiste ihre Premiere hatte. 8 Gänge und ein Trockengewicht von 85 kg brachten ihr die Konstrukteurs- und Fahrerweltmeisterschaft.

### Weltmeistertitel 125-cm³-Motorrad-Straßenrennsport
| 1961 | Tom Phillis  |
| 1962 | Luigi Taveri |
| 1964 | Luigi Taveri |
| 1966 | Luigi Taveri |